# Groupe D des éliminatoires du Championnat d'Europe de football espoirs 2025
 (septembre 2023).
Navigation
Groupe C Groupe E
Le Groupe D des éliminatoires du Championnat d'Europe de football espoirs 2025 est composé de six équipes : l'Allemagne, la Pologne, Israël, la Bulgarie, le Kosovo et l'Estonie. 

## Tirage
La composition du groupe est décidée par le tirage au sort effectué le 2 février 2023 à 09h00 CET (UTC+1), au siège de l'UEFA à Nyon, en Suisse

## Classement
| Rang | Équipe    | Pts | J  | G | N | P | Bp | Bc | Diff |  | Résultats (▼ dom., ► ext.) |      |     |     |     |     |     |
| ---- | --------- | --- | -- | - | - | - | -- | -- | ---- |  | -------------------------- | ---- | --- | --- | --- | --- | --- |
| 1    | Allemagne | 26  | 10 | 8 | 2 | 0 | 35 | 10 | +25  |  | Allemagne                  |      | 3-1 | 2-1 | 0-0 | 4-1 | 2-0 |
| 2    | Pologne   | 22  | 10 | 7 | 1 | 2 | 24 | 10 | +14  |  | Pologne                    | 3-3  |     | 0-1 | 3-0 | 5-0 | 2-1 |
| 3    | Bulgarie  | 15  | 10 | 4 | 3 | 3 | 17 | 12 | +5   |  | Bulgarie                   | 2-3  | 1-3 |     | 1-1 | 6-0 | 1-0 |
| 4    | Kosovo    | 12  | 10 | 3 | 3 | 4 | 10 | 17 | -7   |  | Kosovo                     | 0-3  | 0-4 | 2-2 |     | 2-0 | 3-1 |
| 5    | Estonie   | 7   | 10 | 2 | 1 | 7 | 7  | 31 | -24  |  | Estonie                    | 1-10 | 0-1 | 1-1 | 3-1 |     | 1-0 |
| 6    | Israël    | 3   | 10 | 1 | 0 | 9 | 5  | 18 | -13  |  | Israël                     | 1-5  | 1-2 | 0-1 | 0-1 | 1-0 |     |

## Matchs
Les heures sont CET/CEST, comme indiqué par l'UEFA.
| 20 juin 2023 | Kosovo                 | 2 - 0   | Estonie | Stade de Fadil Vokrri, Pristina            |                                            |
| 20h00        | Llugiqi 40e · Hoti 70e | (1 - 0) |         | Spectateurs : 2 000 Arbitrage : Joey Kooij | Spectateurs : 2 000 Arbitrage : Joey Kooij |
| 20h00        | Rapport                |         |         | Spectateurs : 2 000 Arbitrage : Joey Kooij | Spectateurs : 2 000 Arbitrage : Joey Kooij |

| 7 septembre 2023 | Estonie              | 1 - 1   | Bulgarie     | Stade de Kadriorg, Tallinn  |                             |
| 16h30            | Šapovalov 15e (pen.) | (1 - 1) | 5e G.Nikolov | Arbitrage : Jasper Vergoote | Arbitrage : Jasper Vergoote |
| 16h30            | Rapport              |         |              | Arbitrage : Jasper Vergoote | Arbitrage : Jasper Vergoote |

| 8 septembre 2023 | Pologne                     | 3 - 0   | Kosovo | Kazimierza Górskiego, Płock |                            |
| 20h00            | Mosór 25e · Rakoczy 30e 44e | (3 - 0) |        | Arbitrage : Lothar D'hondt  | Arbitrage : Lothar D'hondt |
| 20h00            | Rapport                     |         |        | Arbitrage : Lothar D'hondt  | Arbitrage : Lothar D'hondt |

| 12 septembre 2023 | Estonie | 0 - 1   | Pologne      | A. Le Coq Arena, Tallinn |                          |
| 18h00             |         | (0 - 0) | 81e Szymczak | Arbitrage : Stefan Ebner | Arbitrage : Stefan Ebner |
| 18h00             | Rapport |         |              | Arbitrage : Stefan Ebner | Arbitrage : Stefan Ebner |

| 12 septembre 2023 | Bulgarie  | 1 - 0   | Israël | Stade d'Aleksandar Shalamanov, Sofia |                                  |
| 18h00             | Iliev 50e | (0 - 0) |        | Arbitrage : Irakli Kvirikashvili     | Arbitrage : Irakli Kvirikashvili |
| 18h00             | Rapport   |         |        | Arbitrage : Irakli Kvirikashvili     | Arbitrage : Irakli Kvirikashvili |

| 12 septembre 2023 | Kosovo  | 0 - 3   | Allemagne                          | Stade de Fadil Vokrri, Pristina |                           |
| 19h00             |         | (0 - 0) | 74e 78e Moukoko · 89e Kleine-Bekel | Arbitrage : Mikkel Redder       | Arbitrage : Mikkel Redder |
| 19h00             | Rapport |         |                                    | Arbitrage : Mikkel Redder       | Arbitrage : Mikkel Redder |

| 13 octobre 2023 | Bulgarie                 | 2 - 3   | Allemagne                           | Stade d'Aleksandar Shalamanov, Sofia |                              |
| 18h15           | Shopov 25e · Iliev 90+3e | (1 - 1) | 40e 69e Moukoko · 49e (csc) Andreev | Arbitrage : Nathan Verboomen         | Arbitrage : Nathan Verboomen |
| 18h15           | Rapport                  |         |                                     | Arbitrage : Nathan Verboomen         | Arbitrage : Nathan Verboomen |

| 17 octobre 2023 | Bulgarie      | 1 - 1   | Kosovo           | Stade d'Aleksandar Shalamanov, Sofia |                        |
| 17h30           | Sorakov 90+1e | (0 - 1) | 8e (pen.) Tahiri | Arbitrage : Jan Petřík               | Arbitrage : Jan Petřík |
| 17h30           | Rapport       |         |                  | Arbitrage : Jan Petřík               | Arbitrage : Jan Petřík |

| 17 octobre 2023 | Pologne                                                   | 5 - 0   | Estonie | Stadion Stali Stalowa Wola, Stalowa Wola |                                  |
| 18h00           | Rakoczy 7e · Zalewski 22e · Szymczak 44e 57e · Pieńko 72e | (3 - 0) |         | Arbitrage : Mohammad Usman Aslam         | Arbitrage : Mohammad Usman Aslam |
| 18h00           | Rapport                                                   |         |         | Arbitrage : Mohammad Usman Aslam         | Arbitrage : Mohammad Usman Aslam |

| 17 novembre 2023 | Kosovo         | 2 - 2   | Bulgarie                | Zahir Pajaziti Stadium, Podujevo |                            |
| 13h00            | Tahiri 32e 59e | (1 - 2) | 7e Sorakov · 44e Petkov | Arbitrage : Patrik Kolaric       | Arbitrage : Patrik Kolaric |
| 13h00            | Rapport        |         |                         | Arbitrage : Patrik Kolaric       | Arbitrage : Patrik Kolaric |

| 17 novembre 2023 | Pologne                      | 2 - 1   | Israël         | Stade municipal de Łódź, Łódź |                             |
| 16h00            | Matysik 59e · Włodarczyk 82e | (0 - 0) | 90+4e Binyamin | Arbitrage : Jovan Kachevski   | Arbitrage : Jovan Kachevski |
| 16h00            | Rapport                      |         |                | Arbitrage : Jovan Kachevski   | Arbitrage : Jovan Kachevski |

| 17 novembre 2023 | Allemagne                                 | 4 - 1   | Estonie      | Benteler-Arena, Paderborn |                           |
| 18h00            | Beier 39e · Moukoko 53e · Reitz 88e 90+4e | (1 - 0) | 64e Kuraksin | Arbitrage : Daniyar Sakhi | Arbitrage : Daniyar Sakhi |
| 18h00            | Rapport                                   |         |              | Arbitrage : Daniyar Sakhi | Arbitrage : Daniyar Sakhi |

| 21 novembre 2023 | Kosovo                      | 3 - 1   | Israël      | Zahir Pajaziti Stadium, Podujevo |                                 |
| 13h00            | Krasniqi 6e 10e · Tusha 80e | (2 - 1) | 24e Nahmani | Arbitrage : Iwan Arwel Griffith  | Arbitrage : Iwan Arwel Griffith |
| 13h00            | Rapport                     |         |             | Arbitrage : Iwan Arwel Griffith  | Arbitrage : Iwan Arwel Griffith |

| 21 novembre 2023 | Bulgarie                                                           | 6 - 0   | Estonie | Stadion Aleksandar Shalamanov, Sofia |                             |
| 17h00            | Nikolov 50e 60e 85e · Veering 65e (csc) · Mitkov 66e · Raychev 88e | (0 - 0) |         | Arbitrage : David Dickinson          | Arbitrage : David Dickinson |
| 17h00            | Rapport                                                            |         |         | Arbitrage : David Dickinson          | Arbitrage : David Dickinson |

| 21 novembre 2023 | Allemagne                             | 3 - 1   | Pologne   | Stadion an der Hafenstrasse, Essen |                                 |
| 18h00            | Martel 56e · Woltemade 79e · Röhl 82e | (0 - 1) | 24e Mosór | Arbitrage : Kyriacos Athanasiou    | Arbitrage : Kyriacos Athanasiou |
| 18h00            | Rapport                               |         |           | Arbitrage : Kyriacos Athanasiou    | Arbitrage : Kyriacos Athanasiou |

| 21 mars 2024 | Israël     | 1 - 2 | Pologne |             |
|              |            |       |         | Arbitrage : |
|              | [ Rapport] |       |         |             |

| 22 mars 2024 | Allemagne  | 0 - 0 | Kosovo |             |
|              |            |       |        | Arbitrage : |
|              | [ Rapport] |       |        |             |

| 26 mars 2024 | Allemagne  | 2 - 0 | Israël |             |
|              |            |       |        | Arbitrage : |
|              | [ Rapport] |       |        |             |

| 26 mars 2024 | Pologne    | 0 - 1 | Bulgarie |             |
|              |            |       |          | Arbitrage : |
|              | [ Rapport] |       |          |             |

| 4 septembre 2024 | Israël     | 1 - 5 | Allemagne | Stade HaMoshava, Petah Tikva |
|                  |            |       |           | Arbitrage :                  |
|                  | [ Rapport] |       |           |                              |

Le match Israël - Allemagne était initialement prévu le 17/10/2023. La rencontre a été reporté au 04/09/2024 en raison du conflit entre la bande de Gaza (Palestine) et Israël.
| 6 septembre 2024 | Estonie    | 1 - 0 | Israël |             |
|                  |            |       |        | Arbitrage : |
|                  | [ Rapport] |       |        |             |

| 7 septembre 2024 | Israël     | 1 - 0 | Estonie | Stade HaMoshava, Petah Tikva |
|                  |            |       |         | Arbitrage :                  |
|                  | [ Rapport] |       |         |                              |

Le match Israël - Estonie était initialement prévu le 12/10/2023. La rencontre a été reporté au 07/09/2024 en raison du conflit entre la bande de Gaza (Palestine) et Israël.
| 10 septembre 2024 | Estonie    | 1 - 10 | Allemagne |             |
|                   |            |        |           | Arbitrage : |
|                   | [ Rapport] |        |           |             |

| 10 septembre 2024 | Bulgarie   | 1 - 3 | Pologne |             |
|                   |            |       |         | Arbitrage : |
|                   | [ Rapport] |       |         |             |

| 10 septembre 2024 | Kosovo     | 3 - 1 | Israël |             |
|                   |            |       |        | Arbitrage : |
|                   | [ Rapport] |       |        |             |

| 11 octobre 2024 | Allemagne  | 2 - 1 | Bulgarie |             |
|                 |            |       |          | Arbitrage : |
|                 | [ Rapport] |       |          |             |

| 11 octobre 2024 | Kosovo     | 0 - 4 | Pologne |             |
|                 |            |       |         | Arbitrage : |
|                 | [ Rapport] |       |         |             |

| 15 octobre 2024 | Estonie    | 3 - 1 | Kosovo |             |
|                 |            |       |        | Arbitrage : |
|                 | [ Rapport] |       |        |             |

| 15 octobre 2024 | Israël     | 0 - 1 | Bulgarie |             |
|                 |            |       |          | Arbitrage : |
|                 | [ Rapport] |       |          |             |

| 15 octobre 2024 | Pologne    | 3 - 3 | Allemagne |             |
|                 |            |       |           | Arbitrage : |
|                 | [ Rapport] |       |           |             |

## Buteurs
5 buts      
- Youssoufa Moukoko

4 buts     
- Georgi Nikolov

3 buts    
- Ardit Tahiri
- Michał Rakoczy
- Filip Szymczak

2 buts   
- Nikola Iliev
- Martin Sorakov
- Ariel Mosór

1 but  
- Kleine-Bekel
- Maximilian Beier
- Rocco Reitz
- Eric Martel
- Nick Woltemade
- Merlin Röhl
- Stanislav Shopov
- Marin Petkov
- Asen Mitkov
- Roberto Raychev
- Aleksandr Šapovalov (dont 1 penalty)
- Danil Kuraksin
- Ran Binyamin
- Stav Nahmani
- Arian Llugiqi
- Andi Hoti
- Bleron Krasniqi
- Veton Tusha
- Nicola Zalewski
- Tomasz Pieńko
- Miłosz Matysik
- Szymon Włodarczyk

but contre son camp  (csc)
- Plamen Andreev (contre l'Allemagne)
- Robert Veering (contre la Bulgarie)